# Ащиколь (озеро, Акмолинская область)
Ащиколь (также Ащыколь, Ащыкуль, каз. Ащыкөл) — озеро, расположенное в 13 км к востоку от села Мамай и в 38 км к северо-западу от посёлка Аксу Акмолинской области Казахстана. Площадь водосбора: общая — 61,0 км².
Водосбор представляет замкнутую котловину, окаймлённую крупными холмами, склоны которых изрезаны множеством мелких ложбин. Дно котловины плоское, слабо расчленённое. Грунты суглинистые в центральной части и хрящеватые — в периферийной.
Растительность степная. Около 20 % площади водосбора в его северной и восточной частях распахано.
Озеро имеет крутые берега высотой 2,5 — 3,0 м. На западном и южном берегах имеется прибрежный вал высотой 0,5 — 1,0 м, шириной до 100 м. За валом следует понижение, заросшее тростником, которое при высоких уровнях заливается водой. Дно озера плоское. Грунты дна песчаные; слой илистых отложений у берега равен 10 — 15 см, в центральной части — до 0,4 м. Притоков нет. Озеро бессточное.
В многоводные годы подъём уровня составляет 1,0 м над предвесенним, в маловодные — 0,1 — 0,2 м. Озеро временами пересыхает.
В 150 м от северного берега озера имеется родник с малым дебитом; вода в нём солёная.
Вода в озере солёная, непригодная для хозяйственного использования. Испарение с поверхности озера за безледоставный период — 1,12 млн м³.